# Фигтри (Сент-Китс и Невис)
Фигтри (англ. Figtree) — город в Сент-Китс и Невисе. Административный центр округа Сент-Джон-Фигтри.

## География
Находится на юго-западе острова Невис. Располагается в 3,2 км к юго-востоку от крупнейшего города на острове — Чарлстауна. Высота над уровнем моря — 115 м.

### Климат
По Классификации климатов Кёппена, климат здесь определяется как Aw — тропический климат с сухой зимой и дождливым летом. Температура здесь в среднем 26,2 °C. Среднегодовая норма осадков — 896 мм.